# Leucotrieno D4
O Leucotrieno D4 (LTD4) é um tipo de leucotrieno. Sua principal função fisiológica é a promoção de contração muscular de músculos lisos, resultando em broncoconstrição e vasoconstrição. Ele também aumenta a permeabilidade vascular. O LTD-4 é liberado por basófilos. Os leucotrienos C4 e E4 funcionam de maneira semelhante. Antagonistas dos receptores de cisteinil-leucotrienos ( como Zafirlukast, montelukast) inibem a ação do LTD-4 e são úteis para o tratamento de alguns indivíduos com asma.